# Pierre Robert de Saint-Vincent
Louis Albert Pierre Robert de Saint Vincent, né le 30 novembre 1882 à Saint-Léger-en-Bray (Oise) et mort le 28 juillet 1954 à Forges-les-Bains, est un général français qui refusa d'obéir à un ordre de participation à la déportation de Juifs en 1942. Il était commandant de la 14e région militaire et gouverneur militaire de Lyon.

## Biographie

### Famille Robert de Saint Vincent
Il est issu d'une vieille famille de la noblesse française : Pierre-Augustin Robert de Saint Vincent (1725-1799), janséniste, membre du Parlement de Paris, rédige en 1787 une Réclamation du Parlement en faveur des protestants de France et s'oppose aux emprunts demandés par Louis XVI : il est même arrêté le 21 novembre 1788, avant d'émigrer durant la Révolution française,. 
Son fils, Pierre-Antoine Robert de Saint Vincent (1756-1826), lui aussi conseiller au Parlement, suit son père en émigration. Il devient, sous Napoléon, proviseur du lycée de Caen durant deux ans, puis de celui de Versailles. Lors de la Restauration, il est réintégré comme conseiller à la Cour de cassation le 21 février 1815 et confirmé comme vicomte par Louis XVIII en 1817.

### Carrière
Pierre Robert de Saint Vincent étudie à l'École polytechnique (promotion X 1903) et en sort dans l'Artillerie. Pendant la Première Guerre mondiale, il est commandant d'une batterie au sein du 15e régiment d'artillerie divisionnaire. 
En 1933, il est affecté et commande le 72e régiment d'artillerie. En 1935, il est affecté à un Etat-major du conseil supérieur de la guerre. En 1936, il est affecté par voie de réorganisation comme chef d'Etat-major du Général Inspecteur général de la défense aérienne. 
Général de brigade en 1937, il reçoit au début de la Seconde Guerre mondiale le commandement de la 64e division d'infanterie sur le front des Alpes qu'il conserve jusqu'à la fin des opérations. Après l'armistice du 22 juin 1940, il reste dans l'Armée de Vichy et prend alors le commandement d'une division d'infanterie[Laquelle ?] à Grenoble.
En juillet 1941, il devient commandant de la 14e région militaire et gouverneur militaire de Lyon, à la suite du Général Frère, avec le grade de général de corps d'armée.
Rappelé à l'activité à compter du 29 août 1944.

#### Refus de participer aux arrestations de juifs
Le 29 août 1942, à la suite de la grande rafle des Juifs en zone non occupée, il reçoit l'ordre de mettre des gendarmes à la disposition de l'intendant de police Émile Marchais pour procéder au convoyage de 650 Juifs de la zone sud vers la zone nord. Il déclare alors : « Jamais je ne prêterai ma troupe pour une opération semblable ». Le surlendemain, il est relevé de ses fonctions par le président du Conseil Pierre Laval. 
Le 9 septembre 1942, le Times de Londres et le New York Times évoquent ce refus :
- d'après l'article du London Times intitulé « Military Governor of Lyons Dismissed, Refusal to Help in Arrests of Jews » : « General de St Vincent, Military Governor of Lyons, has been dismissed by Laval (states the Fighting French Press Service). On August 28 General de St. Vincent refused to obey Vichy’s order to cooperate in the mass arrests of Jews in the unoccupied zone. He refused to place at the disposal of the authorities for this purpose. He was immediately dismissed from the Army by Laval, and the decree to this effect has already been published in the Vichy official journal. General de St. Vincent was until recently second in command to General Frère. » ;
- selon l'article de The New York Times intitulé « Catholics Shelter Children » : « General De St. Vincent, military governor of Lyon, was dismissed by M. Laval… because he refused to place his troops at the disposal of German autorities making mass arrests of Jews in the occupied zone. »

[Information douteuse]Le général de Saint-Vincent mettait ainsi, avec panache, un terme à une carrière qui prenait fin le surlendemain, la loi du 2 août 1942 ayant abaissé la limite d'âge à 59 ans avec effet au 1er septembre suivant. C'est donc sur cette action d'éclat qu'il rejoignit la section de réserve, cette fin d'activité quasi simultanée ayant d'ailleurs nourri les accusations de limogeage aussitôt portées à l'encontre des autorités de Vichy par la presse anglo-saxonne  et parfois reproduites par la suite.

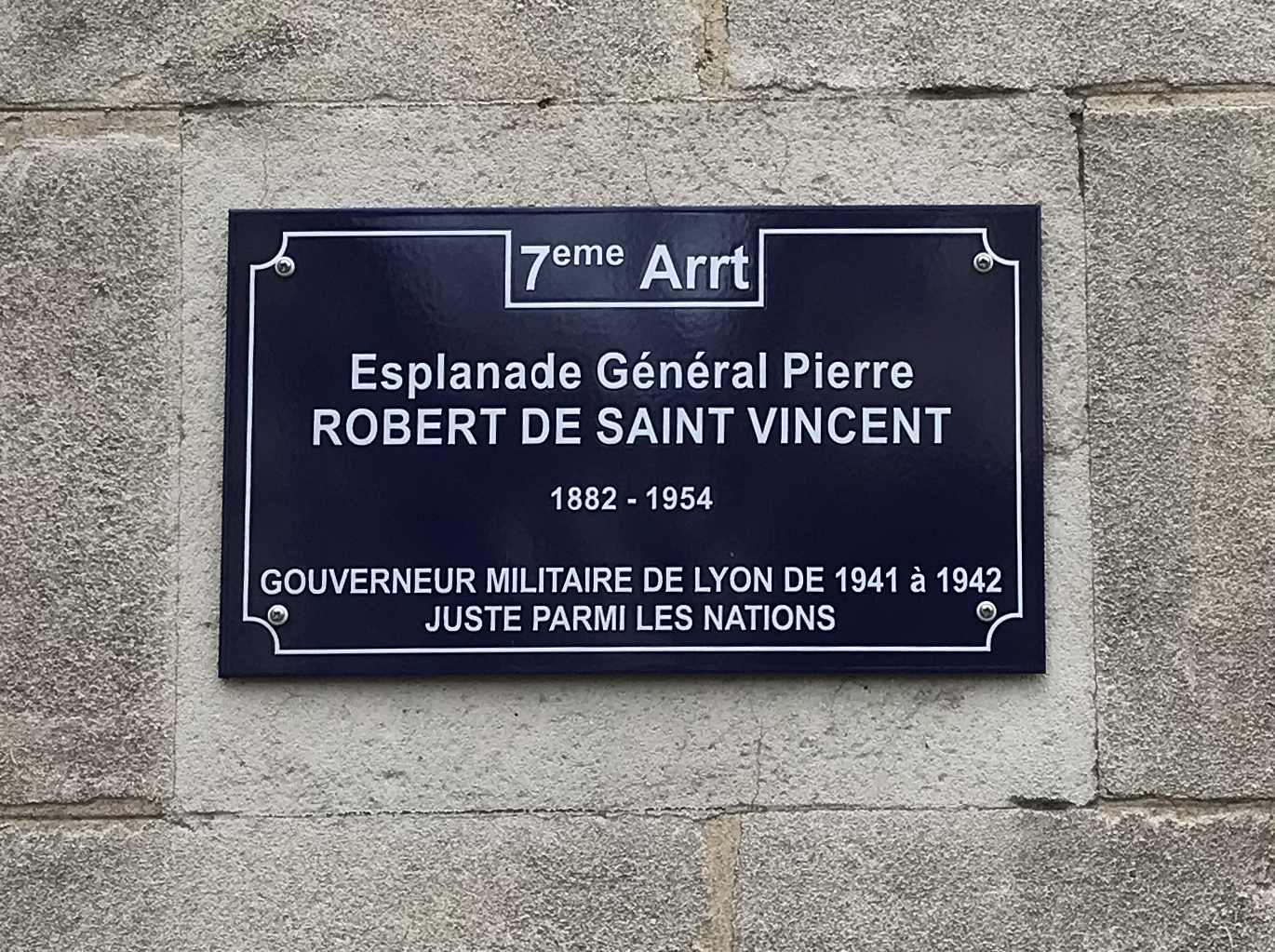
Plaque de l'esplanade Plaque Esplanade Général Pierre Robert de Saint-Vincent au Centre Berthelot à Lyon.

Membre fondateur de l'Amitié chrétienne à Lyon sous le haut patronage du cardinal Gerlier, du pasteur Boegner et de Georges Villiers, maire de Lyon, et faisant partie du  groupe de résistants de l'Armée secrète, proche du général Frère, Pierre Robert de Saint Vincent refuse de dévoiler le lieu de refuge du général Giraud avant son départ pour l'Afrique du Nord.
Il est contraint de se cacher à la suite de l'invasion de la zone libre par les Allemands en novembre 1942. 
À la fin de la guerre, il est rappelé au sein de l'armée pour quelques mois, et est fait grand officier de la Légion d'honneur en 1947.

## Hommages
En 1993, l'État d'Israël lui décerne le titre de Juste parmi les nations pour ses actions ayant permis le sauvetage de juifs en 1942.
En 2017, la cour centrale du centre Berthelot (ancienne école de santé des armées) est renommée esplanade Général-Pierre-Robert-de-Saint-Vincent en son honneur.

## Décorations
- Chevalier de la Légion d'honneur (12 juillet 1919)
- Officier de la Légion d'honneur (31 décembre 1930)
- Commandeur de la Légion d'honneur (22 décembre 1941)
- Grand officier de la Légion d'honneur (11 juillet 1947)
- Croix de guerre 1914–1918 (2 palmes, 1 étoile de vermeil, 4 étoiles d'argent, 1 étoile de bronze)
- Croix de guerre 1939–1945 (1 palme)